# Загальноосвітня школа № 1 (Добропілля)
Загальноосвітня школа 1-3 ступенів № 1  — школа в місті Добропілля.

## Історія
В 1910—1912 роках на території нинішнього міста Добропілля поблизу селища Парасковіївки були збудовані перші вугільні рудники Ерастівський і Святогогорівський. В одном з житлових бараків Святогорівської колони в 1914 р відкрили двокласну земську школу. Вона була розрахована на 28 учнів, мала всього одну кімнату, в якій розмістили 14 учнівських парт, стіл і шафу. Першими вчитилями її були Раїса Олексіївна Печериця і Надія Василівна Печериця — матір і сестра бухгалтера Святогорівського рудника Олександра Васильовича Печериці.
У 1916 страйкуючі гірники добропільських рудників поставили вимогу перед шахтовласником про виділення для школи більш просторого приміщення. Цього року в Одинадцятій колоні завершили спорудження великого будинку з 18 кімнатами, який назвали «Грандотель». В ньому були розміщенні контора рудника, пошта, магазин, і виділені 3 кімнати для школи.
У 1923 р місцеві органи радянської влади в Грандотелі відкрили чотирикласну початкову школу. В 1926 р в ній навчалися уже понад 70 учнів - дітей гірників і селян.
У 1928 р в селищі Ерастівка збудували двоповерхове приміщення школи селища Рудника Червоноармійського. На другому поверсі розмістилися класи з українською мовою навчання, на першому — з російською і татарськими мовами. В 1930 р школа стала семерічною. Її класи містили також і в Грандотелі. Тут працювали вчителі К П Качура, і І.Г. Бутов.
У 1936 р школа стала середньою і випустила в самостійне життя перших своїх вихованців. У 1937 р в селищі шахти ім РСЧА було збудовано другий двоповерховий будинок школи. Сюда перевели російськомовні класи. В 1939 році тут була утворена школа № 2 з російською мовою навчання. А класи з українською мовою навчання залишилися в старому приміщенні школи під назвою СШ № 1, директором якої тоді був А.А. Кашуба.
В 1941 році в середній школі № 1 частина викладачів разом з учнями пішли на фронт.
В роки війни і окупації (1941—1943) школа була зруйнована. Але після визволення від загарбників 8 вересня 1943 р вона вже через місяць відновила свою роботу. На початку жовтня почалось навчання учнів. Працювати було дуже важко. Не було парт, підручників, зошитів. Зібрали у жителів, що могли. Спочатку школа № 1 була семирічною, а вже в 1945 р, вона знову стала середньою.

## Відомі випускники
В ШКОЛІ № 1 вчилися: Герої вітчизняної війни
- П. О. Гордієнко
- К. М. Литвинова
- С. Д. Ходнєвич Герої радянського Союзу
- М. І. Буряк
- Ф. П. Ремінний[2]